# 相楽のりこ
相楽 のりこ（さがら のりこ、1980年4月4日 - ）は、日本の女優、元グラビアアイドル、ヨガのインストラクター、講師。

## 来歴
東京都出身。共立女子短期大学卒業。短大時代にスカウトされたのをきっかけに芸能界入り。アーティストハウス・ピラミッドに所属。2001年にデビュー。グラビア、バラエティー番組を中心に活動。2002年下半期から2003年上半期にかけては熊田曜子や伊藤絵理香らと共にP-GIRLというグループでも活動していた。
また、幼少時代から10年間、朝日生命体操クラブの選手コースに所属。体操東日本ジュニア選手権大会出場の過去を活かし、その身体能力の高さから、TBS「KUNOICHI」等に出場。幅広いタレント活動を展開していた。
2007年、タレントから女優に転身。Breathに移籍と同時に、タレント・相楽のり子から女優・天彩音 のん（あさね のん）に芸名を変えた。映画、CMを中心に数々の作品に出演。
この頃から、趣味としてヨガを始めている。2012年1月をもって、所属事務所であったBreathを退社。同時に女優を卒業し、名前を相楽のり子に戻し、現在は相楽のりことしてフリーでヨガインストラクター、ヨガインストラクター養成クラスの講師として活動。
常に身体と心がベストコンディションを保てるナチュラルな美を追求。過去のさまざまなスポーツ体験からストレッチの重要性を実感、自然と共に日々の生活の中にストレッチとヨガを取り入れる生活の心地良さを伝えていきたいと思い、Yoginiとして活動中。
2013年5月に軽井沢で行われた世界中からヨガ講師が集まるヨガイベント「True Nature」に講師として出演。世界中の人気講師が多く出演する中、「彼女のクラスは満員御礼だった。」と今後の活躍が注目される。True Natureの主要メンバーとして今後も出演予定。
ナチュラルな美人インストラクターとして、雑誌「DIME」（小学館）の2013年9月号では、彼女が考案するデスクヨガが4ページにわたり特集された。
2017年3月2日、東京都渋谷区千駄ヶ谷に自身のヨガスタジオ「TODAY」を設立。

## 人物
- 趣味はCDの歌詞カードを読む事。[2]
- 特技は器械体操（かつて朝日生命体操クラブに所属していた。中でも段違い平行棒が得意）、スキー、ダイビング。
- 旧相楽のり子時代は、誕生日は1982年3月3日と記載されていた[2]。現在のプロフィールとは生年だけではなく月日も異なっている。

## 出演

### テレビ
- GameWave (テレビ東京)コーナーゲスト
- HAMASHO（日本テレビ）※P-GIRLとして出演
- THE夜もヒッパレ（日本テレビ）※P-GIRLとして出演
- あんたにグラッツェ!（日本テレビ）
- 雨上がり決死隊のトーク番組 アメトーク!（テレビ朝日）
- 釣り・ロマンを求めて（テレビ東京）
- 深夜の星（TBS）
- KUNOICHI（TBS）
- 本能のハイキック!（フジテレビ）
- Ｑさま!!（テレビ朝日）
- 笑いの金メダル（テレビ朝日）
- ガチンコ視聴率バトル（テレビ朝日）
- エンタデパンチ（スカパー371ch）

### ドラマ
- ドゥニチラヴ 第6話「週末ファイト!!」（2003年、テレビ東京ほか） - 加世子 役
- きみはペット（2003年、TBS）
- 怨み屋本舗 REBOOT 第4話（2009年、テレビ東京） - 久里浜久美 役
- GOLD 第6・7話（2010年、フジテレビ） - 宇津木洋介の母親 役

### 映画
- 仮面ライダー THE NEXT（2007年）
- 純喫茶磯辺（2008年）
- 虹色の世界（2008年）
- 千里眼 キネシクス・アイ（2009年）
- バシャバシャ（2010年）

### 舞台
- KAKEI LAND・いないいないばぁ（2005年）
- KAKEI LAND・in time〜今を重ねた未来へ〜（2007年）

### CM
- 富士フイルム・Pivi（2001年）
- 明治乳業・明治プリン超BIG（2003年）
- ロッテ・雪見だいふく（2003年）
- 洋服の青山・企業（2006年）
- あつまるくんの求人案内・企業（2007年）
- 大正製薬・コーラックII（2007年）
- サントリーフーズ・C.C.レモン（2010年）

### DVD
- on/off （2002年10月、アクアハウス）
- Sadistic （2003年7月、ベガファクトリー）
- Misty （2003年10月、イーネット・フロンティア）
- fatherless-soul （2004年2月、フューズビジュアル）
- Se-女!2 解体新書 （2004年7月、イーネット・フロンティア）
- Nature breeze （2004年9月、ソフト・オン・デマンド）
- 熊田曜子×相楽のり子 Friendly Ship （2005年5月、アイ・シーエフ）
- Freedom （2005年6月、ジャパンホームビデオ）

### 写真集
- Touch （2001年5月、コンパス） ISBN 978-4-87763-073-7
- on/off （2002年10月、アクアハウス） ISBN 978-4-86046-057-0
- P〜pyramid girls×WEEKLY PLAYBOY〜 ※ピラミッド所属者総出による写真集